# 吳德新 (元朝)
吴德新，字止善，元朝建昌（今四川省西昌市）人。
吴德新精通医术，留在京师，后来去宁夏。反元军至，吴德新被活捉，胁迫其降，吴德新厉声道：“我生为皇元人，死作皇元鬼，誓不从尔贼！”反元军于是缚其两手，在脖颈上加白刃，胁迫其屈服，吴德新大骂不已。于是拽到井上，假装要把他推下去。德新偶得宽，他自投井中，仰头大骂。反元军射箭，箭矢贯其头顶，骂得更狠了。反元军大怒，用长枪刺他。但是也壮其志，怜其死，说：“他是真丈夫！”用土埋井而去。